# اچ‌ام‌اس کلکته (۱۸۳۱)

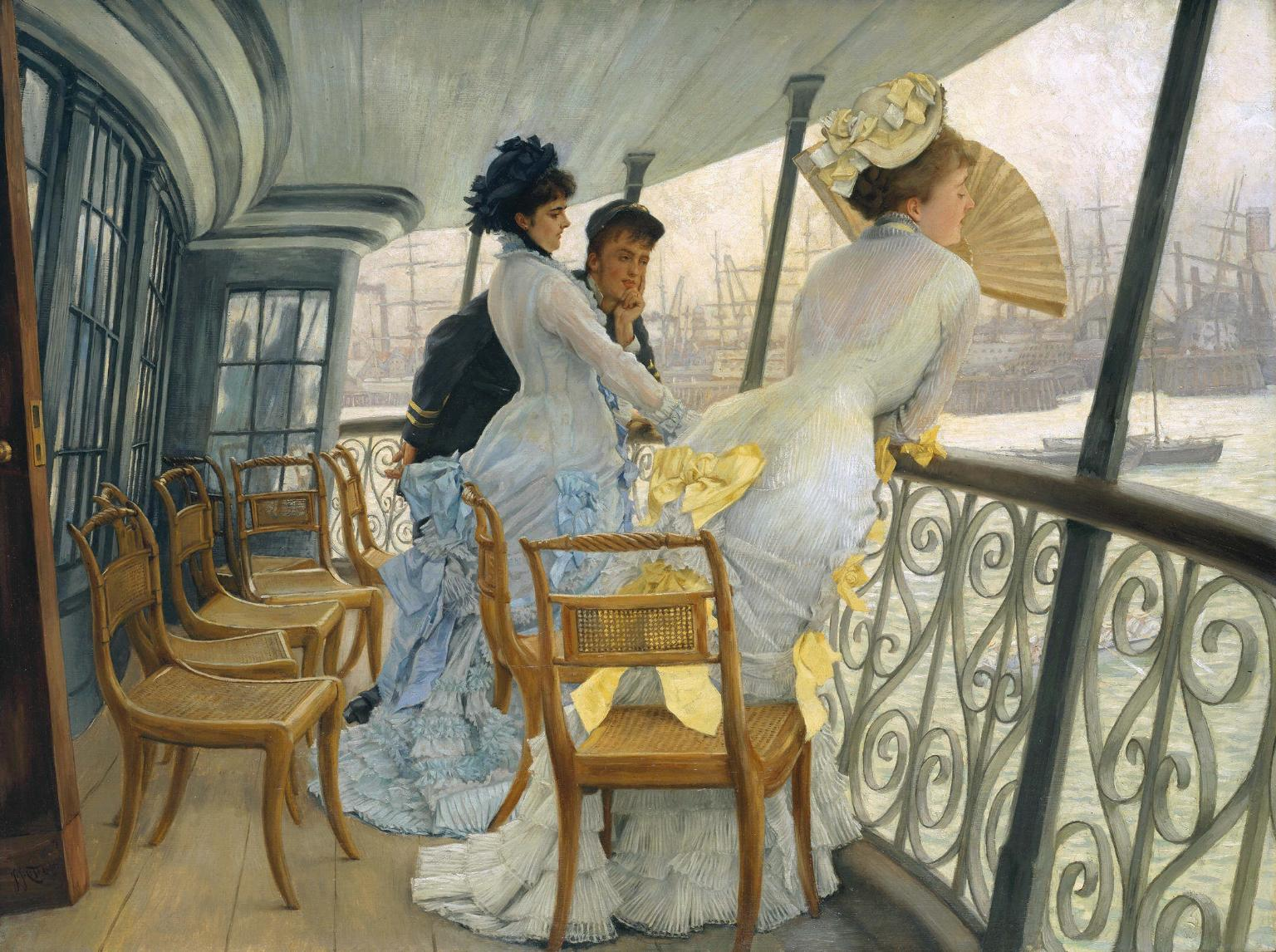
در عرشهٔ اچ‌ام‌اس نام اثری است از جیمز تیسو، نقاش امپرسیونیست فرانسوی که ۲ دختر و ۱ پسر را بر روی عرشهٔ اچ‌ام‌اس کلکته (۱۸۳۱) نشان می‌دهد. این اثر اکنون در مالکیت تیت بریتانیا قرار دارد.

اچ‌ام‌اس کلکته (۱۸۳۱) (به انگلیسی: HMS Calcutta (1831)) یک کشتی بود که طول آن ۱۹۶ فوت ۱٫۶۶ اینچ (۵۹٫۷۸۳۰ متر) بود. این کشتی در سال ۱۸۳۱ ساخته شد و بنام شهر کلکته، هند بریتانیا نام‌گذاری شده‌بود.